# Mise en abyme
Der Begriff Mise en abyme [mi:z‿ɑ̃n‿abim] (altfranzösisch abyme; von altgriechisch ἄβυσσος abyssos „ohne Boden, grundlos, unendlich“) stammt aus der Heraldik und bezeichnet ursprünglich ein Bild im Bild, mithin ein Bild, das sich selbst enthält.
Darüber hinaus wird er in der Epik und in der Dramatik für ein Erzählverfahren gebraucht, das der mathematischen Rekursion entspricht. Diese Verwendung geht auf einen Tagebucheintrag von André Gide (Sommer 1893) zurück: „Es gefällt mir sehr, wenn der Gegenstand eines Kunstwerks im Spektrum seiner Charaktere ein weiteres Mal umgesetzt ist – ähnlich dem Verfahren, ein Wappen in seinem Feld wiederum abzubilden (mettre en abyme).“

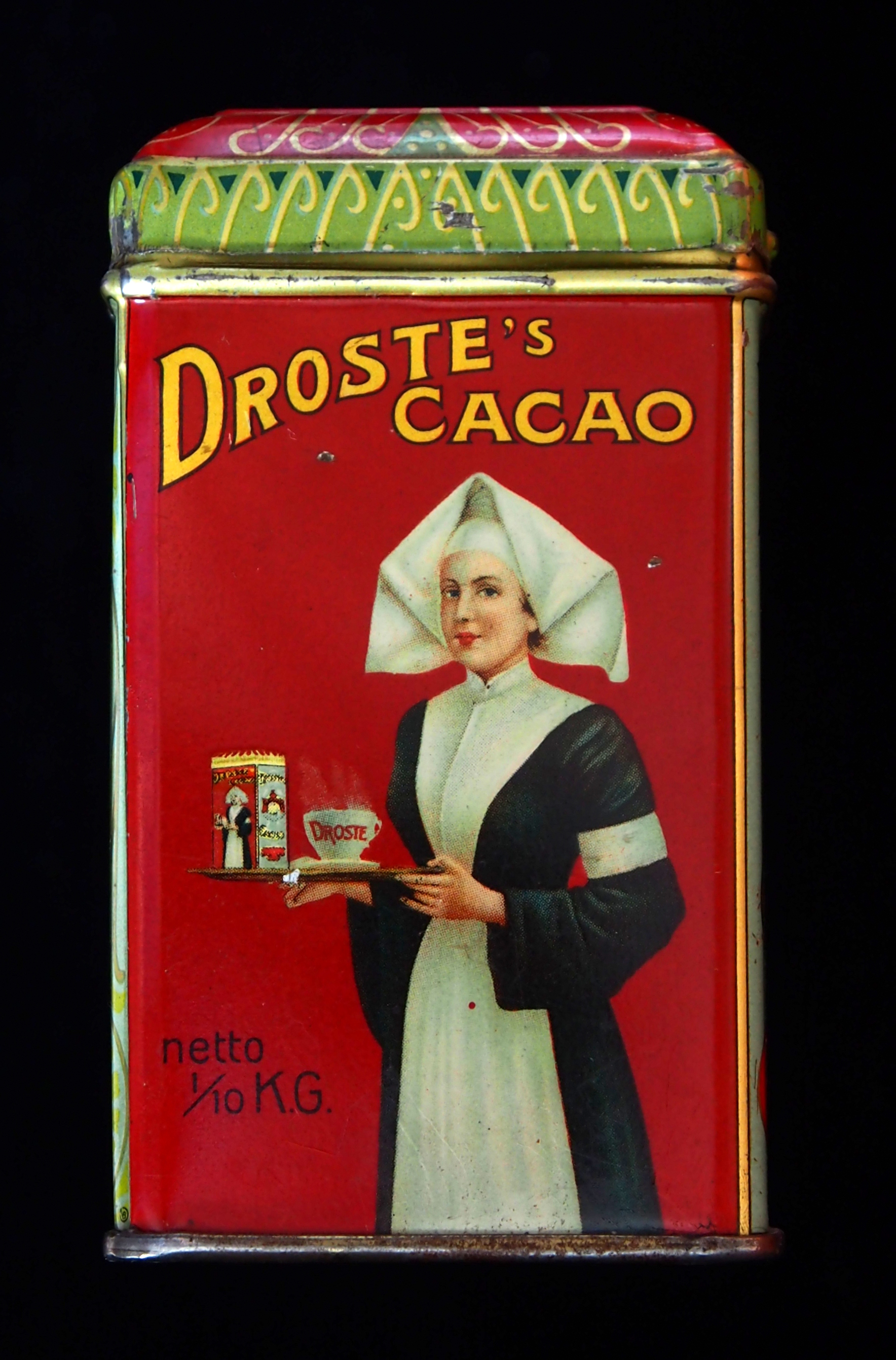
Der „Droste-Effekt“ auf einer historischen Kakao-Verpackung

Populäre Bildbeispiele sind die Etiketten auf den Käseschachteln von La vache qui rit oder die historischen Werbeplakate des niederländischen Droste-Kakaos. Abgeleitet von der Kakao-Verpackung wird die mise en abyme umgangssprachlich auch als Droste-Effekt bezeichnet.
Ein bekanntes Textbeispiel ist das Kinderlied: „Ein Mops kam in die Küche und stahl dem Koch ein Ei, / da nahm der Koch den Löffel und schlug den Mops entzwei. / Da kamen viele Möpse und gruben ihm ein Grab / und setzten ihm ’nen Grabstein, auf dem geschrieben stand: / Ein Mops kam in die Küche und stahl dem Koch ein Ei / …“ (das auf dieselbe Melodie wie „Mein Hut, der hat drei Ecken“ gesungen wird).

## Etymologie
Der Begriff lässt sich etymologisch auf zwei Wegen herleiten. Abyme beziehungsweise abîme ist zum einen ein Terminus technicus aus der Wappenkunde und bezeichnet das Wappenfeld im Wappen, also ein Wappen im Wappen. Abime, so geschrieben, bedeutet zum anderen „Abgrund“ und mise en abyme so viel wie „in den Abgrund (unendlicher Wiederholung) gesetzt“.

## Definitionen
Die Mise en abyme ist ein abbildendes oder narratives Verfahren, das in den Vanitas-Darstellungen des 16./17. Jahrhunderts häufig vorkommt und später von vielen Romantikern genutzt wird (siehe auch Metalepse). Es weist auf die Leblosigkeit der Darstellung und auf das Fehlen des Dargestellten hin. Dies ist eine Herausforderung an die Vorstellungskraft des Lesers oder Betrachters.
Im Folgenden werden verschiedene Definitionen oder Umschreibungen der mise en abyme vorgestellt:

### Gero von Wilpert (1955)
„Mise en abyme: (…), von A. Gide (Journal, 1893; Les faux-monnayeurs, 1925) eingeführte Bezeichnung für eine dem Spiel im Spiel des Dramas entsprechende Technik der Rahmenerzählung, bei der eine bzw. die gerahmte Binnenerzählung selbstreflexiv Widerspiegelung der (Rahmen-)Haupthandlung oder eines Teils derselben ist und diese wie zwischen zwei Spiegeln stehend unendlich fortsetzen kann.“

Die mise en abyme ist demnach ein spezifisches Wiederholungsverfahren auf der narrativen Ebene, respektive auf der Ebene des discours.

### Werner Wolf (1993)
„Die mise en abyme ist die Spiegelung einer Makrostruktur eines literarischen Textes in einer Mikrostruktur innerhalb desselben Textes. Gespiegelt werden können Elemente der fiktiven histoire, Elemente der Narration, sprich Elemente der Vermittlungs- und Erzählsituation selbst, oder poetologische Elemente (allgemeiner Diskurs, über die Erzählsituation hinaus).“

Wolf gibt als weitere Wiederholungsverfahren noch Variation und Symmetrie an. Voraussetzung für die mise en abyme ist, dass die Wiederholung sich auf einer anderen Ebene konstituiert als der ursprünglich gegebenen. Im Text muss es also eine Hierarchie von Erzählebenen (extra-, intradiegetisch etc.) geben.
Auch Werner Wolf behandelt in seinem Buch die mise en abyme als illusionsstörendes Erzählverfahren. Aber nach ihm ist sie keineswegs für sich allein illusionsstörend. Für ihn muss es nicht eine wörtliche Wiederholung sein, sondern es reicht eine sinngemäße. Dann könne die mise en abyme nicht nur plausibel und illusionskompatibel sein, sondern auch Verständnishilfe für den Leser werden. Obwohl sie in den Abgrund wirft, kann sie somit Licht ins Dunkel bringen, Rätsel der Rahmengeschichte nach Detektivmanier in der Binnengeschichte auflösen. Vor allem Spiegelungen von histoire-Elementen (mise en abyme fictionelle) seien oft illusionskompatibel, nämlich dann, wenn sie als Traum, Orakel oder Ähnliches auftreten. Zusätzliche Faktoren seien zur Illusionsstörung nötig. Einer dieser Faktoren ist zum Beispiel die Frequenz des Auftretens der mise en abyme und die Anzahl der Spiegelungsebenen. Ein anderer Faktor ist der Umfang des Spiegelungsinhalts: Einzelelemente der Geschichte in partiellen mises en abyme seien weniger illusionsstörend als umfangreiche und im Extremfall die ganze histoire umfassende Totalspiegelungen.
Generell aber wirkt eine mise en abyme alleine dadurch illusionsstörend, dass sie – wie Wolf sagt – die Konstruiertheit der Geschichte sichtbar werden lässt. Die wenn auch nur sinngemäße Wiederholung der mise en abyme offenbart eine formale Organisation von auffälliger Künstlichkeit.

### Michael Scheffel (1997)
Viele der angegebenen Definitionen bestehen auf einer Unendlichkeit der Wiederholung, also auf der unendlichen Spiegelung. Michael Scheffel unterscheidet deutlich zwischen der einfachen und der unendlichen Spiegelung. Er richtet sich gegen einen inflationären Gebrauch des mise-en-abyme-Begriffs. Demnach ist für ihn nur die wörtliche Wiederholung der Rahmen- in der Binnengeschichte als mise en abyme zu bezeichnen. Damit verbunden ist oft das Motiv des Buchs im Buch: zum Beispiel eine Figur, die ihre eigene Geschichte liest bzw. ein Buch, das Elemente der Rahmenerzählung wiederholt. Oft sind die Figuren innerhalb einer solchen Konstruktion Schriftsteller, die zugleich als erzählte und als erzählende Figur verstanden werden.
Als Beispiel nennt er Novalis’ Heinrich von Ofterdingen: Im fünften Kapitel findet Heinrich bei einem Einsiedler ein Buch, das – wie Heinrich nur aus den Illustrationen des in einer ihm fremden Sprache geschriebenen Textes schließen kann – offensichtlich seine eigene Geschichte erzählt. (Dieser bezieht sich auf Goethes Wilhelm Meisters Lehrjahre. Dort bekommt Wilhelm Meister gegen Ende des Romans von der Turmgesellschaft den Lehrbrief ausgehändigt, der die Geschichte seines Werdens enthält.)

### Metzler-Lexikon Literatur- und Kulturtheorie (2004)
Eine relativ neue Definition im Metzler Lexikon Literatur- und Kulturtheorie, die ebenfalls von Werner Wolf stammt, fasst den Begriff der mise en abyme sehr weit und lässt typologische Differenzierungen der mise en abyme zu. Dort werden Ausprägungen der mise en abyme unterschieden:
- in quantitativer Hinsicht:
  - eingelegte mise en abyme von geringem Umfang gegenüber gerahmter mise en abyme von großem Umfang
  - Einmalige gegenüber häufiger bzw. endloser mise en abyme
  - Partielle gegenüber totaler mise en abyme
- in qualitativer Hinsicht:
  - wörtliche gegenüber transponierter, d. h. veränderter Spiegelungen
  - wahrscheinliche gegenüber unwahrscheinlicher bzw. paradoxer mise en abyme
- nach Gegenstandsbereichen:
  - inhaltliche gegenüber formaler mise en abyme
- in funktioneller Hinsicht:
  - metatextuelle Funktionalisierung und die pro- und retrospektiv wirkende mise en abyme, durch die (meist inhaltliche) Leerstellen der übergeordneten Ebene aufgefüllt oder Rätsel aufgedeckt werden (dies ist ein Sonderfall der implizit kommentierenden, sinnstiftenden und verdeutlichenden Funktion, die der mise en abyme oft, ähnlich einer Erzählinstanz oder als Einsatz von ihr, zukommt)
  - bei häufiger oder paradoxer Anwendung kann die mise en abyme auch illusionsdurchbrechend wirken (literarische Künstlichkeit)